# A mi edad (canción)
«A mi edad» es una canción pop escrita y cantada por el cantante italiano Tiziano Ferro para su cuarto álbum de estudio A mi edad, lanzado el 7 de noviembre de 2008. "A mi edad", la canción, fue lanza como sencillo el 3 de octubre de 2008.

## Lista de canciones
Digital download
1. "Alla mia età" – 3:33
2. "A mi edad" – 3:33

## Posicionamiento
| Listas (2008) | Nº |
| ------------- | -- |
| Italia        | 1  |
| Europa        | 26 |
| Suiza         | 33 |